# Agdistis bennetii
Agdistis bennetii ist ein Schmetterling (Nachtfalter) aus der Familie der Federmotten (Pterophoridae).

## Merkmale
Die Falter erreichen eine Flügelspannweite von 24 bis 30 Millimetern und sind graubraun gefärbt. Der Bereich zwischen den Flügelfalten ist fahler als die Grundfärbung. An der Costalader existieren keine Flecke, entlang des dorsalen Randes der Flügelfalte befinden sich vier Flecke. Der vierte Fleck befindet sich dabei näher an der Costalader als der dritte, gelegentlich sind diese auch verschmolzen. Die Falter zeigen eine sehr charakteristische Ruhehaltung, bei der die schmalen zusammengefalteten Flügel schräg nach vorn gehalten werden, während der Körper durch die langen Vorderbeine angehoben wird.
Die Valven des männlichen Genitals sind zueinander asymmetrisch. Die Costalarme sind groß und von den Valven getrennt. Der Sacculus ist ebenfalls abgeteilt. Der Uncus ist zweilappig, wobei jeder Lappen mit drei bis vier Zähnen versehen ist. Das Ostium des weiblichen Genitals ist schlicht, das Antrum besitzt die Form eines geraden Röhrchens. Der Proximalrand des achten Tergits ist eingedellt, die Apophyses anteriores fehlen.

### Ähnliche Arten
- Agdistis intermedia Caradja, 1920 ist eine eng verwandte Art, die sich lediglich anhand der Genitalien von Agdistis bennetii unterscheiden lässt.

## Verbreitung
Agdistis bennetii ist an den Küsten von England, Dänemark, Belgien, Frankreich, Deutschland, Spanien, Italien und Albanien sowie des ehemaligen Jugoslawiens beheimatet. Man findet die Falter in Salzmarschen, wo die Nahrungspflanzen gedeihen. Selten werden Exemplare auch im Binnenland gefunden.

## Lebensweise
Die Larven von Agdistis bennetii fressen in den Niederlanden und England an Gewöhnlichem Strandflieder (Limonium vulgare) sowie an Limonium binervosum und Hybriden, die in Gärten wachsen. Sie fressen an der Unterseite der Blätter, wo sie sich auch verpuppen. Die Falter sind nachtaktiv und werden vom Licht angezogen.

### Flug- und Raupenzeiten
Agdistis bennetii bildet zwei Generationen im Jahr, die von Mitte Mai bis Anfang Juli und Mitte Juli bis Mitte September fliegen.

## Systematik

### Synonyme
Aus der Literatur sind für Agdistis bennetii folgende Synonyme bekannt:
- Adactyla bennetii Curtis, 1833